# Іскра (зупинний пункт)
Іскра — зупинний пункт Ізюмського напрямку. Розташований між зупинним пунктом Діброва та станцією Циганська. Пункт розташований між селами Новопавлівка та Іскра Ізюмського району. На пункті зупиняються лише приміські потяги. Пункт відноситься до Харківської дирекції Південної залізниці.
Відстань до станції Основа — 113 км.
До 26 липня 2023 року носив назву 360-й км.